# Condado de DeWitt (Texas)
O Condado de DeWitt é um dos 254 condados do estado norte-americano do Texas. A sede do condado é Cuero, e sua maior cidade é Cuero.
O condado possui uma área de 2 358 km² (dos quais 3 km² estão cobertos por água), uma população de 20 013 habitantes, e uma densidade populacional de 8 hab/km² (segundo o censo nacional de 2000).
O condado foi criado em 1846.